# Huta Józefowska
Huta Józefowska – osiedle w północnej części Radomia (wcześniej wieś pod tą samą nazwą) z dużą ilością nieużytków. Główne ulice to Mścisława i Huta Józefowska. Słabo skomunikowana z resztą miasta. Huta Józefowska została dołączona do Radomia w latach 80. XX wieku. W pobliżu przebiega linia kolejowa łącząca Radom z Warszawą.